# Chalkocit
Chalkocit či chalkozín (dříve[zdroj?] chalkosin), sulfid měďný Cu2S, minerál 2. třídy, je významnou měděnou rudou. Je neprůsvitný, tmavě šedý až černý, s kovovým leskem, tvrdost podle Mohsovy stupnice 2,5 až 3. Krystaluje v kosočtverečné soustavě.
Jméno minerálu pochází ze zastaralé podoby chalkosin a ta z řeckého chalkos, měď. Byl znám také jako redruthit nebo leštěnec měděný.

## Popis
Nachází se v hojné modifikaci kosočtverečné, méně hojné šesterečné a jednoklonné. Kosočtverečná modifikace má barvu světle modrošedou, rychle však tmavne a modravě nabíhá; začerstva má silný kovový lesk; vryp je modrošedý. Krystaly jsou typicky tlustě tabulkovité nebo krátce sloupcovité, často rýhované, seskupené do drúz. Nejčastěji je však zrnitý, celistvý, vtroušený, tvoří povlaky a pseudomorfózy. Lom lasturnatý, je křehký. Tvrdost 2,5 až 3, hustota 5, 7–5,8. Často bývá povlečen produkty svého rozkladu malachitem a azuritem,

## Vznik a výskyt
Chalkocit se někdy nachází jako primární žilný minerál v hydrotermálních žilách. Většinou se však vyskytuje v prostředí supergenního obohacení pod oxidačním pásmem ložisek mědi jako produkt loužení mědi z oxidovaných minerálů. Často se také nachází v sedimentárních horninách.
Těží se již po staletí a je jednou z nejvýnosnějších měděných rud díky vysokému obsahu mědi (66,6 % váhových) a snadné separaci od síry.
Protože je chalkocit druhotný nerost vznikající přeměnou jiných minerálů, je známý tvorbou metamorfóz (klamotvarů) po mnoha různých nerostech. Klamotvar je nerost, který atom po atomu nahradil jiný nerost, krystalový tvar původního minerálu však ponechal beze změny. Jsou známy pseudomorfózy chalkocitu po bornitu, covellinu, chalkopyritu, pyritu, enargitu, milleritu, galenitu a sfaleritu.

## Naleziště
V Česku: Vrančice u Milína, Horní Vernéřovice, Horní Kalná
V Evropě: Redruth (Cornwall, Anglie), Río Tinto (Španělsko), Bogoslovsk (Ural, Rusko)
Jinde ve světě: Kolwezi (provincie Shaba, dříve Katanga, DR Kongo) a sousední severní část Zambie, Tsumeb (Namibie), Musina (JAR), Bisbee (Arizona, USA), Bingham (Utah, USA), Butte (Montana, USA), Kennicott (Alaska, USA), Broken Hill (New South Wales, Austrálie), Mount Isa (Queensland, Austrálie).